# Гринвилл (Техас)
Гринвилл (англ. Greenville) — город в США, расположенный в северо-восточной части штата Техас, в 72 километрах от Далласа. Город является административным центром округа Хант. По данным переписи за 2010 год число жителей составляло 25 557 человек, по оценке Бюро переписи США в 2013 году в городе проживало 25 917 человек.
Город назван в честь Томаса Грина, генерала Техасской армии в войне за независимость против Мексики.

## История
Город был основан в 1846 году и назван в честь борца за независимость Техаса Томаса Грина. После обретения независимости, Грин стал членом конгресса Республики Техас.
В ходе гражданской войны предпочтения жителей Гринвилла разделились. Адвокат и сенатор штата Мартин Харт собрал отряд сражавшийся на стороне США в Арканзасе. В то же время как другие жители города выступали на стороне Конфедерации. В центре города расположена памятная табличка, рассказывающая о разделении интересов жителей Гринвилла, округа Хант и Техаса в целом во время гражданской войны. В послевоенное время основным источником дохода горожан стало выращивание хлопка. Немалое содействие в этой отрасли оказала местная еврейская община.
В 1920 году город входил в число 20 крупнейших в Техасе с населением 12 384 человека.
Во время Второй мировой войны в Гринвилле располагался 201-й мексиканский эскадрон истребителей, проходивший обучение на лётном поле Majors Field.
Город также был известен баннером со словами «Добро пожаловать в Гринвилл, самые чёрные земли, самые белые люди», висевшем на центральной улице с 1920-е по 1960-е годы. Аналогичный слоган располагался на водонапорной башне города и на открытках города. Изначально призванный подчеркнуть богатство земли и доброту жителей Гринвилла, слоган сочли расистским в 1970-х годах и заменили последние слова на «… самые великие люди».
В 1957 году в состав города вошла религиозная община Пениэл, основанная неподалеку от города в 1899 году.

## География
Координаты Гринвилла: 33°07′34″ с. ш. 96°06′35″ з. д..
Согласно данным бюро переписи США, площадь города составляет 84,5 квадратных километров

### Климат
| Показатель                    | Янв. | Фев. | Март  | Апр. | Май   | Июнь  | Июль | Авг. | Сен. | Окт.  | Нояб. | Дек. | Год    |
| ----------------------------- | ---- | ---- | ----- | ---- | ----- | ----- | ---- | ---- | ---- | ----- | ----- | ---- | ------ |
| Абсолютный максимум, °C       | 28   | 35   | 35    | 38   | 40    | 41    | 43   | 46   | 41   | 37    | 32    | 30   | 46     |
| Средний суточный максимум, °C | 14,3 | 16,5 | 20,6  | 25,2 | 29,2  | 33,3  | 35,8 | 36,5 | 32,5 | 26,8  | 20,4  | 14,8 | 25,5   |
| Средняя температура, °C       | 7,4  | 9,6  | 13,6  | 18,1 | 22,8  | 27    | 29,4 | 29,6 | 25,3 | 19,4  | 13,4  | 8,1  | 18,4   |
| Средний суточный минимум, °C  | 0,4  | 2,6  | 6,7   | 11,1 | 16,6  | 20,7  | 22,9 | 22,6 | 18,2 | 12,1  | 6,6   | 1,4  | 11,9   |
| Абсолютный минимум, °C        | −20  |      | −13   | −2   | 1     | 9     | 12   | 10   | 2    | −6    | −8    | −13  | −20    |
| Норма осадков, мм             | 71,1 | 86,4 | 106,4 | 88,9 | 139,7 | 106,7 | 81,3 | 48,3 | 83,8 | 129,5 | 101,6 | 91,4 | 1135,4 |
| Источник: weatherbase.com     |      |      |       |      |       |       |      |      |      |       |       |      |        |

## Население
Согласно переписи населения 2010 года, в 2010 году в городе проживали 25 557 человек, 9716 домохозяйств, 6386 семей. Расовый состав города: 68,5% — белые, 16,8% — чернокожие, 0,9% — коренные жители США, 1,1% — азиаты, 0,3% — жители Гавайев или Океании, 9,8% — другие расы, 2,8% — две и более расы. Число испаноязычных жителей любых рас составило 22,4%.
Из 9716 домохозяйств, в 30,4% проживают дети младше 18 лет. В 44,7% случаев в домохозяйстве проживают женатые пары, 15,8% — домохозяйства без мужчин, 34,3% — домохозяйства, не составляющие семью. 29,1% домохозяйств представляют из себя одиноких людей, 11,6% — одиноких людей старше 65 лет. Средний размер домохозяйства составляет 2,56 человека. Средний размер семьи — 3,17.
29,1% населения города младше 20 лет, 28,3% находятся в возрасте от 20 до 39, 28,2% — от 40 до 64, 14,3% — 65 лет и старше. Средний возраст составляет 34 года.
Согласно данным опросов пяти лет с 2009 по 2013 годы, средний доход домохозяйства в Гринвилле составляет 37 094 доллара США в год, средний доход семьи — 44 322 доллара. Доход на душу населения в городе составляет 19 218 долларов США, ниже чем в среднем по стране — 39 997 долларов. Около 23,3% семей и 27,8% населения находятся за чертой бедности. В том числе 40,5% в возрасте до 18 лет и 12,1% в возрасте 65 и старше.

## Местное управление
Структура органов местного управления выглядит следующим образом:
| Должность                       | Имя                                                                                   |
| ------------------------------- | ------------------------------------------------------------------------------------- |
| Мэр                             | Стив Рид                                                                              |
| Члены муниципального совета     | Дэн Перкинс, Джеймс Эванс, Джефф Дейли, Холли Готчер, Рене Фрэнси, Сандра Линсон-Бэлл |
| Сити-менеджер                   | Массуд Эбрахим                                                                        |
| Муниципальный судья             | Глория Питерс                                                                         |
| Городской адвокат               | Дэниэл Рей                                                                            |
| Городской секретарь             | Дебра Ньюэлл                                                                          |
| Глава полиции                   | Дэниэл Баскен                                                                         |
| Глава пожарной охраны           | Дуг Кейсон                                                                            |
| Глава финансовой службы         | Клифф Коупленд                                                                        |
| Глава библиотеки                | Трейси Ласкомб                                                                        |
| Глава отдела кадров             | Джейнис Портер-Брэтуэйт                                                               |
| Глава отдела парков и отдыха    | Кимбер Паттерсон                                                                      |
| Глава отдела общественных работ | Джон Райт                                                                             |

## Образование
Город обслуживается независимым школьным округом Гринвилла.
Высшее образование в городе можно получить в филиале колледжа Пэриса.

## Экономика
Вскоре после создания округ Хант стал известен как столица выращивания хлопка. В Гринвилле находился крупнейший хлопковый компрессор, уничтоженный пожаром в середине 1900-х годов.
В данный момент крупнейшим работодателем в городе является L-3 Communications, крупный подрядчик министерства обороны США. Фирма располагается на территории аэропорта, построенного в 1942 году и изначально финансированного организацией Ротари Интернешнл. Во время Второй мировой войны на аэропорте проходило обучение пилотов истребителей Republic P-47 Thunderbolt.
Постепенно набирает обороты индустрия туризма.
Согласно данным ежегодного финансового отчёта города за финансовый год 2013—2014, крупнейшими работодателями являются:
| #  | Работодатель                               | Число работников |
| -- | ------------------------------------------ | ---------------- |
| 1  | L-3 Communications                         | 5700             |
| 2  | Независимый школьный округ Гринвилла       | 702              |
| 3  | Региональный медицинский центр округа Хант | 600              |
| 4  | McKesson                                   | 500              |
| 5  | Округ Хант                                 | 400              |
| 6  | Cytec Engineered Materials                 | 350              |
| 7  | Wal-Mart                                   | 300              |
| 8  | Weatherford                                | 225              |
| 9  | Raytheon                                   | 200              |
| 10 | Masonite Corp.                             | 195              |

## Известные жители
- Мэк Харрелл, американский певец, баритон
- Оди Мёрфи, американский военный и киноактёр, участник Второй мировой войны, удостоенный наибольшего количества наград за личное мужество.